# Batman/Teenage Mutant Ninja Turtles
Batman/Teenage Mutant Ninja Turtles är en miniserie där Batman och Teenage Mutant Ninja Turtles möts.

## Bakgrund
Filmen har aldrig dubbats till svenska. 
Samarbetet mellan DC Comics och IDW Publishing meddelades under San Diego Comic-Con 2015. Sex månatliga serier skrivs av James Tynion IV och tecknas av Freddie Williams II. Även Kevin Eastman medverkar.

## Handling
Sköldpaddorna och deras ärkefiende Shredder förs av Krang till ett alternativt universum. Där hamnar de i Gotham City och möter Batman och flera av hans antagonister.

### Fotnoter
1. ↑  Matilda Battersby (12 juli 2015). ”Batman to join forces with Teenage Mutant Ninja Turtles in 'fanboy dream come true'” (på engelska). The Independent. http://www.independent.co.uk/arts-entertainment/books/batman-to-join-forces-with-teenage-mutant-ninja-turtles-in-fanboy-dream-come-true-10383269.html. Läst 18 december 2015.
2. ↑  Graeme McMillan (10 juli 2015). ”Comic-Con: Batman to Team Up With Teenage Mutant Ninja Turtles” (på engelska). The Hollywood Reporter. http://www.hollywoodreporter.com/heat-vision/comic-con-batman-team-up-807787. Läst 18 december 2015.
3. 1 2  ”The Dark Knight meets the Heroes in a Half Shell” (på engelska). DC Comics. 10 juli 2015. http://www.dccomics.com/blog/2015/07/10/the-dark-knight-meets-the-heroes-in-a-half-shell. Läst 18 december 2015.
4. 1 2  Peter Sciretta (14 juli 2015). ”Batman To Team Up With The Teenage Mutant Ninja Turtles” (på engelska). /Film. http://www.slashfilm.com/batman-teenage-mutant-ninja-turtles/. Läst 18 december 2015.
5. 1 2  Jesse Schedeen (11 juli 2015). ”Comic-Con: Batman joins forces with the Teenage Mutant Ninja Turtles” (på engelska). IGN. http://www.ign.com/articles/2015/07/11/comic-con-batman-joins-forces-with-the-teenage-mutant-ninja-turtles. Läst 18 december 2015.